# Worth It (canción de Rex Orange County)
«Worth It»  (estilizada en mayúsculas) es una canción interpretada por el músico británico Rex Orange County. Fue publicada el 11 de marzo de 2022 como la tercera canción de su cuarto álbum de estudio, Who Cares?
La canción debutó en el puesto #35 en la lista Billboard Hot Rock & Alternative Songs el 26 de marzo de 2022.

## Composición y letra
«WORTH IT» es una canción de música funk, con elementos sinfónicos. La letra de la canción habla sobre el final de una relación y los cambios personales que ocurren después de seguir adelante. Grace Koennecke escribió que la canción “tiene un tono vulnerable pero carece de carácter”.

## Recepción de la crítica
Aymeric Dubois de Spectrum Culture escribió: “[la canción] hace malabarismos entre melodías aireadas y otras mucho más vívidas y conmovedoras, testimoniando la dificultad de hacer el duelo por la pérdida del amor”. Joey Perkins de The Lantern comentó que la canción “comienza con una gran interpretación con cuerdas y continúa la buena racha del álbum. Rex Orange County entra con una demostración cautivadora de su voz y se desliza suavemente sobre la pista, complementando los instrumentos en lugar de abrumarlos”.
Kirsten Kizis, escribiendo para Beyond the Stage describió la canción como “una montaña rusa en términos de melodía”, mientras que el sitio web The Musical Hype elogió la producción y la atención a los detalles en la canción, catalogándolas como “fabulosas”. El sitio web Skiddle la describió como “una mezcla muy extraña que te deja preguntándote a dónde querían llegar”. Mike DeWald, escribiendo para la revista RIFF dijo que la canción es “brillante y resplandeciente” y que “no sonaría fuera de lugar en Scaled and Icy de Twenty One Pilots”.

## Créditos
Músicos
- Rex Orange County — voz principal y coros, arreglos
- Benny Sings – guitarra bajo, guitarra eléctrica, arreglos, coros, teclado, drum programming

Personal técnico
- Joe LaPorta – masterización
- Ben Baptie – mezclas, ingeniero de audio
- Tom Archer – asistente de mezclas

## Posicionamiento
| Gráfica (2022)                                          | Pico de posición |
| ------------------------------------------------------- | ---------------- |
| Nueva Zelanda (Recorded Music NZ)                       | 19               |
| Estados Unidos (Billboard Hot Rock & Alternative Songs) | 35               |